# Aguiar (Viana do Alentejo)
Aguiar es una freguesia portuguesa del concelho de Viana do Alentejo, con 27,81 km² de superficie y 890 habitantes (2011). Su densidad de población es de 32,0 hab/km².

## Galería

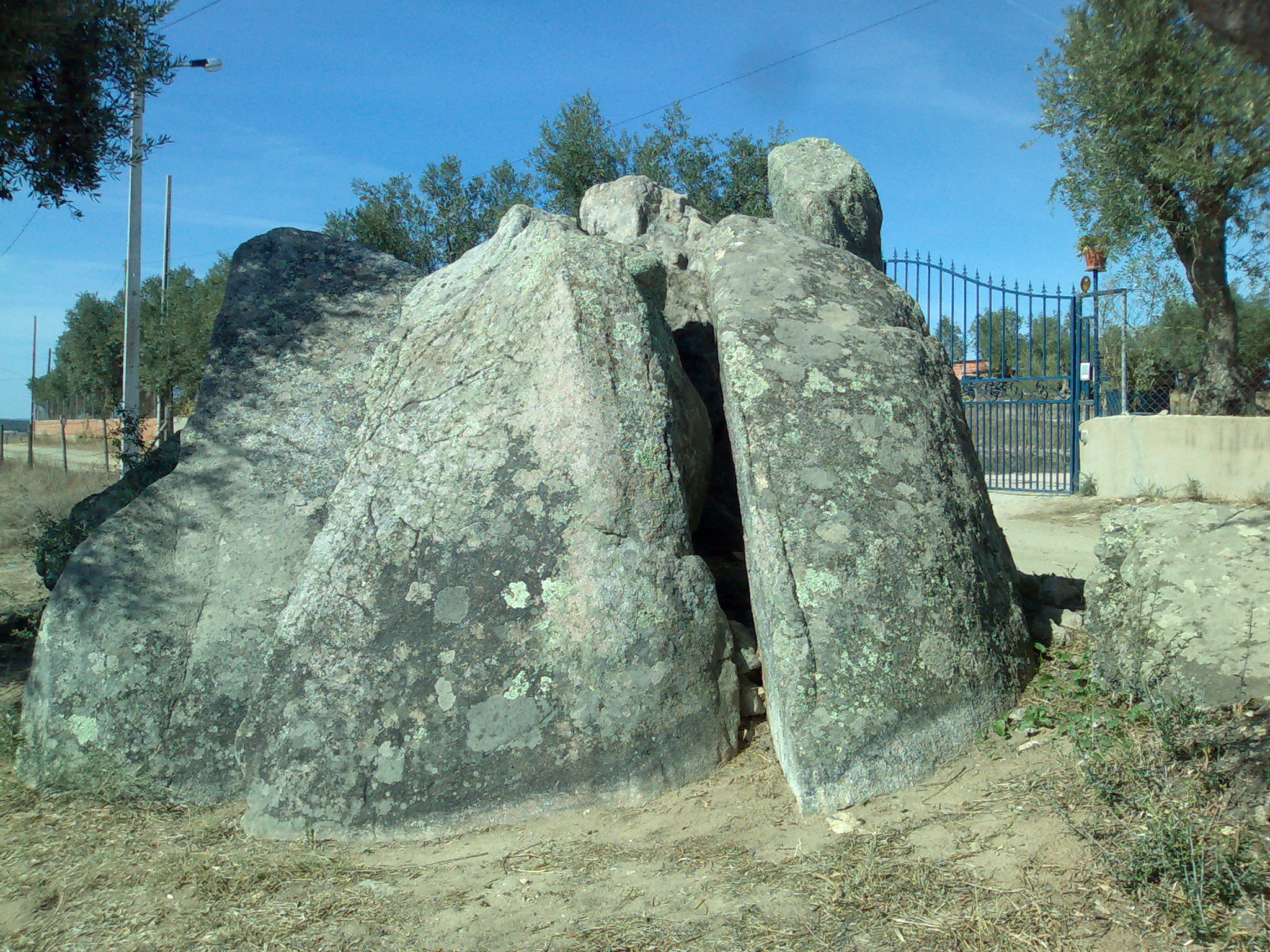
Anta de Aguiar